# Amaryllidoideae
Amaryllidoideae Burnett é uma subfamília da família Amaryllidaceae que compreende cerca de 800 espécies ordenadas em 13 tribos os quais, por sua vez, são agrupadas em clades de acordo com os resultados da análise filogenética das sequências de ADN plastídico. Os clades assim formados são congruentes com a distribuição geográfica das tribos.

## Descrição e taxonomia
As tribos de Amaryllidaceae, o número de géneros que compõem cada uma, o seu número cromossómico básico e algumas características de cada uma, são os seguintes:
- Amaryllideae (11 géneros, x = 10 e 11): esta tribo é caracterizada pela presença de fibras cartilaginosas nas folhas, escapos com esclerênquima, pólen bissulcado com exina espinulosa (os grãos de pólen são monossulcados e com exina reticulada nos restantes géneros da família) e pelos óvulos unitégmicos. As sementes dos membros desta tribo são verdes e carnosas e não apresentam um período de dormência ou latência, pelo que germinam rapidamente, incluso sobre a planta mãe. Vários géneros populares em jardinagem pertencem a esta tribo, inteiramente africana, tais como Amaryllis, Crinum e Nerine.[4]
- Cyrtantheae (1 género, x = 8): consiste num só género endémico de África, Cyrtanthus, o qual foi separado dos restantes membros de Haemantheae para o dispor na sua própria tribo. Comparte com alguns géneros de Haemantheae o mesmo número cromossómico (x = 8) e a distribuição estritamente africana, mas diferencia-se pelas suas cápsulas loculicidas. As sementes são achatadas, aladas e com fitomelaninas, o que distingue a tribo Cyrtantheae de todas as restantes tribos de amarilidáceas africanas. Esta é a tribo mais diversa quanto à morfologia floral.
- Haemantheae (6 géneros, x = 6, 8, 9, 11 e 12): esta tribo africana compreende géneros que apresentam frutos em forma de baga carnosa e com sementes de viabilidade curta. Em geral, as espécies deste agrupamento não têm bolbo, apresentando raízes fasciculadas, como por exemplo Clivia, Scadoxus e Cryptostephanus[5]
- Calostemmateae (2 géneros, x = 10). Esta tribo consiste em dois géneros, Proiphys e Calostemma, que constituem um ramo com origem na Australásia, isolado do resto da família.
- Lycoridae (2 géneros, x = 11). Constituem a linhagem da família com origem na Ásia central e oriental. Os dois géneros que a compõem (Lycoris e Ungernia) estão estreitamente relacionados filogeneticamente com a tribo Pancratiae.
- Pancratieae (2 géneros, x = 11). É uma tribo distribuída com distribuição paleárctica, com uma posição filogenética controversa. O género Pancratium é o membro da tribo com distribuição natural mais ampla.
- Narcisseae (2 géneros, x = 7, 10 e 11). Caracterizada por um escapo sólido e brácteas espatáceas fundidas num tubo. Narcissus apresenta paraperigónio, o qual está ausente em Sternbergia.
- Galantheae (5 géneros, x = 7, 8, 9, 11 e 12), é uma tribo estritamente relacionada com a anterior, razão pela qual alguns taxonomistas a consideram como uma subtribo de Narcisseae. Os géneros Galanthus e Leucojum são popularmente conhecidos em jardinagem.
- Hippeastreae (ca. 10 géneros, x = 6, 8, 9, 10, 11 e 12). É uma tribo neotropical, originária das Américas. Caracteriza-se por ter um escapo oco e por um relativo desenvolvimento do paraperigónio. Os géneros Hippeastrum, Griffinia, Habranthus e Sprekelia são os mais conhecidos desta tribo.
- Eucharideae (4 géneros, x = 23). Tribo americana com representantes originários do leste dos Andes. Apresentam folhas largas e pecioladas. Os géneros que constituem esta tribo são Eucharis,  Caliphruria,  Urceolina e Plagiolirion.
- Stenomesseae (8 géneros, x = 23). É uma tribo andina, caracterizada por um número cromossómico 2n = 46 e por um paraperigónio bem desenvolvido na maioria dos géneros. O género Stenomesson é o mais conhecido da tribo.
- Hymenocallideae (3 géneros, x = 23). Tribo americana constituída pelos géneros Ismene, Hymenocallis e Leptochiton, os quais apresentam uma corona estaminal muito desenvolvida.
- Eustephieae (3 géneros, x = 23). Esta tribo representa um clade dos Andes centrais e austrais. Os géneros Eustephia, Hieronymiella e Chlidanthus apresentam sementes secas, achatadas e discóides.